# Pearl River County
Pearl River County ist ein County im US-Bundesstaat Mississippi. Der Verwaltungssitz (County Seat) ist Poplarville. Das U.S. Census Bureau hat bei der Volkszählung 2020 eine Einwohnerzahl von 56.145 ermittelt. 
Das County gehört zu den Dry Countys, was bedeutet, dass der Verkauf von Alkohol eingeschränkt oder verboten ist.

## Geographie
Das County liegt fast im äußersten Süden von Mississippi, grenzt im Westen an Louisiana und ist im Süden etwa 40 km vom Golf von Mexiko entfernt. Das Pearl River County hat eine Fläche von 2121 Quadratkilometern, wovon 20 Quadratkilometer Wasserfläche sind. Es grenzt an folgende Countys und Parishes:
| Marion County                  | Lamar County   | Forrest County |
| Washington Parish (Louisiana)  |                | Stone County   |
| St. Tammany Parish (Louisiana) | Hancock County |                |

## Geschichte
Das Pearl River County wurde am 22. Februar 1890 aus Teilen des Hancock County und des Marion County gebildet. Benannt wurde es nach dem hier verlaufenden Pearl River.
Eine Stätte im County ist im National Register of Historic Places eingetragen (Stand 2. Februar 2018).

## Demografische Daten
Nach der Volkszählung im Jahr 2000 lebten im Pearl River County 48.621 Menschen in 18.078 Haushalten und 13.576 Familien. Die Bevölkerungsdichte betrug 23 Personen pro Quadratkilometer. Ethnisch betrachtet setzte sich die Bevölkerung zusammen aus 85,55 Prozent Weißen, 12,18 Prozent Afroamerikanern, 0,50 Prozent amerikanischen Ureinwohnern, 0,27 Prozent Asiaten, 0,03 Prozent Bewohnern aus dem pazifischen Inselraum und 0,34 Prozent aus anderen ethnischen Gruppen; 1,13 Prozent stammten von zwei oder mehr Ethnien ab. 1,41 Prozent der Bevölkerung waren spanischer oder lateinamerikanischer Abstammung, die verschiedenen der genannten Gruppen angehörten.
Von den 18.078 Haushalten hatten 34,8 Prozent Kinder unter 18 Jahren, die mit ihnen lebten. 58,3 Prozent waren verheiratete, zusammenlebende Paare, 12,5 Prozent waren allein erziehende Mütter und 24,9 Prozent waren keine Familien. 21,7 Prozent aller Haushalte waren Singlehaushalte und in 9,0 Prozent lebten Menschen im Alter von 65 Jahren oder darüber. Die durchschnittliche Haushaltsgröße lag bei 2,65 und die durchschnittliche Familiengröße bei 3,08 Personen.
27,0 Prozent der Bevölkerung war unter 18 Jahre alt, 9,4 Prozent zwischen 18 und 24, 27,1 Prozent zwischen 25 und 44, 23,9 Prozent zwischen 45 und 64 Jahre alt und 12,6 Prozent waren 65 Jahre oder älter. Das Durchschnittsalter betrug 36 Jahre. Auf 100 weibliche kamen statistisch 94,4 männliche Personen und auf 100 Frauen im Alter von 18 Jahren oder darüber kamen 91,0 Männer.
Das durchschnittliche Einkommen eines Haushaltes betrug 30.912 USD, das einer Familie 35.924 USD. Männer hatten ein durchschnittliches Einkommen von 30.370 USD, Frauen 21.519 USD. Das Prokopfeinkommen lag bei 15.160 USD. Etwa 15,5 Prozent der Familien und 18,4 Prozent der Bevölkerung lebten unterhalb der Armutsgrenze.

## Ortschaften und Siedlungen
| - Caesar - Carriere - Crossroads - Henleyfield | - Hide-A-Way Lake - Lumberton1 - McNeil - Nicholson | - Ozona - Picayune - Poplarville |

1 – teilweise im Lamar County